# بولان فوافي
باولن فوافي (بالفرنسية: Paulin Voavy)‏ لاعب كرة قدم من مدغشقر ، ويلعب حاليًا لنادي غزل المحلة  في مركز الجناح الهجومي الأيمن.

## روابط خارجية
- بولان فوافي على موقع الاتحاد الدولي (مؤرشف)  (الإنجليزية)
- بولان فوافي على موقع قاعدة بيانات كرة القدم.إي يو (الإنجليزية)
- بولان فوافي على موقع ليكيب (الفرنسية)
- بولان فوافي على موقع ناشيونال فوتبول تيمز (الإنجليزية)
- بولان فوافي على موقع Soccerway.com (الإنجليزية)
- بولان فوافي على موقع عالم كرة القدم.نت (الإنجليزية)
- باولن فوافي